# Pop! OS
Pop!_OS – dystrybucja Linuksa, bezpłatna i o otwartym kodzie źródłowym, oparta na systemie Ubuntu oraz używająca środowiska graficznego GNOME. Jest rozwijana przez amerykańską firmę System76, producenta komputerów sprzedawanych z tym zainstalowanym systemem. Pop!_OS można również samemu zainstalować na innych komputerach osobistych.
Pop!_OS ma sterowniki popularnych procesorów graficznych, w tym firm AMD i Nvidia, pozwala na szyfrowanie dysków, ułatwia rozmieszczanie okien i obszarów roboczych oraz programowanie sztucznej inteligencji poprzez TensorFlow i CUDA.
W przeciwieństwie do wielu innych dystrybucji Linuksa, Pop!_OS jest aktualizowany przez firmę, a nie przez społeczność, chociaż niezależni programiści mogą wnosić, przeglądać i modyfikować jego kod źródłowy. Licencja oprogramowania pozwala tworzyć niestandardowe pliki instalacyjne ISO z tym systemem i rozpowszechniać je jako samodzielne pakiety.

## Instalacja
Pop!_OS udostępnia dwa pliki ISO do pobrania: ze sterownikami dla kart graficznych firmy AMD oraz firmy Nvidia.

## Wersje

### 17.10
Przed stworzeniem systemu Pop!_OS firma System76 sprzedawała swoje komputery z systemem operacyjnym Ubuntu. Prace nad Pop!_OS rozpoczęto w 2017 roku, gdy Ubuntu zdecydowało się zatrzymać rozwój podsystemu Unity i powrócić do GNOME jako środowiska graficznego. Pierwsze wydanie Pop!_OS zostało oznaczone wersją 17.10 i korzystało z tej samej wersji Ubuntu, będąc jego rozgałęzieniem. Dodano kilka odmiennych aplikacji domyślnych, a niektóre ustawienia Ubuntu zostały zmodyfikowane. Pierwotny motyw Pop!_OS bazował głównie na motywie Adapta GTK. W wersji 17.10 systemu wprowadzono również własny magazyn oprogramowania o nazwie Pop!_Shop, który jest wersją podobnego magazynu dla Ubuntu.

### 18.04 LTS i 18.10
Wersja 18.04 dodała opcje zasilania urządzenia, łatwe przełączanie parametrów GPU (szczególnie w laptopach wyposażonych w moduł Nvidia Optimus), obsługę wyświetlaczy o wysokiej rozdzielczości, pełne szyfrowanie dysku oraz magazyn oprogramowania Pop!_Shop.
Wersja ta spotkała się z przychylnymi recenzjami.

### 19.04 i 19.10
Wersja 19.04 była głównie odzwierciedleniem wersji Ubuntu o tym samym numerze, z opcją „Slim Mode” zmniejszającą nagłówki okien aplikacji, pozwalającą na tryb ciemny ekranu i z nowym zestawem ikon. Wersja 19.10 wprowadziła też Tensorman: niestandardowe narzędzie do programowania w TensorFlow, umiędzynarodowienie systemu i nowy motyw typu Adwaita.
Wersja ta też została przychylnie przyjęta w branży.

### 20.04 LTS i 20.10
Pop!_OS 20.04 LTS odzwierciedla Ubuntu 20.04 LTS: automatyczne rozmieszczanie symboli, rozszerzone skróty klawiaturowe i zarządzanie obszarami roboczymi, format flatpak instalacji aplikacji. Nowy hybrydowy tryb graficzny dla laptopów używa niewymagającego procesora graficznego Intel z przełączaniem na procesor graficzny NVidia w razie potrzeby. Aktualizacje sterowników stały się automatyczne, a aktualizacje systemu operacyjnego można instalować po ich pobraniu, bez podłączenia do Internetu. Także ta wersja zebrała przychylne recenzje.
Pop!_OS w wersji 20.10 wprowadzona układanie w okien w stosy kafelkowe, pozwala na okna pływające, skalowanie niestandardowe, i obsługę monitora zewnętrznego w trybie hybrydowym.
Niektórzy recenzenci uznali, że Pop!_OS stał się znacznie lepszy niż system operacyjny Ubuntu, na którym jest oparty.

### 21.04
Pop!_OS 21.04 wydany w 2021 roku udostępnia tryb pulpitu o nazwie COSMIC: oparty na GNOME, ale z niestandardową stacją dokującą i z kontrolkami skrótów.
21.10
Pop!_OS 21.10 wydany 14 grudnia 2021 roku. Zawierał środowisko GNOME 40, nowe rozszerzenie "Vertical Overview", nowe menu Aplikacje i wsparcie dla Raspberry Pi.

## Galeria

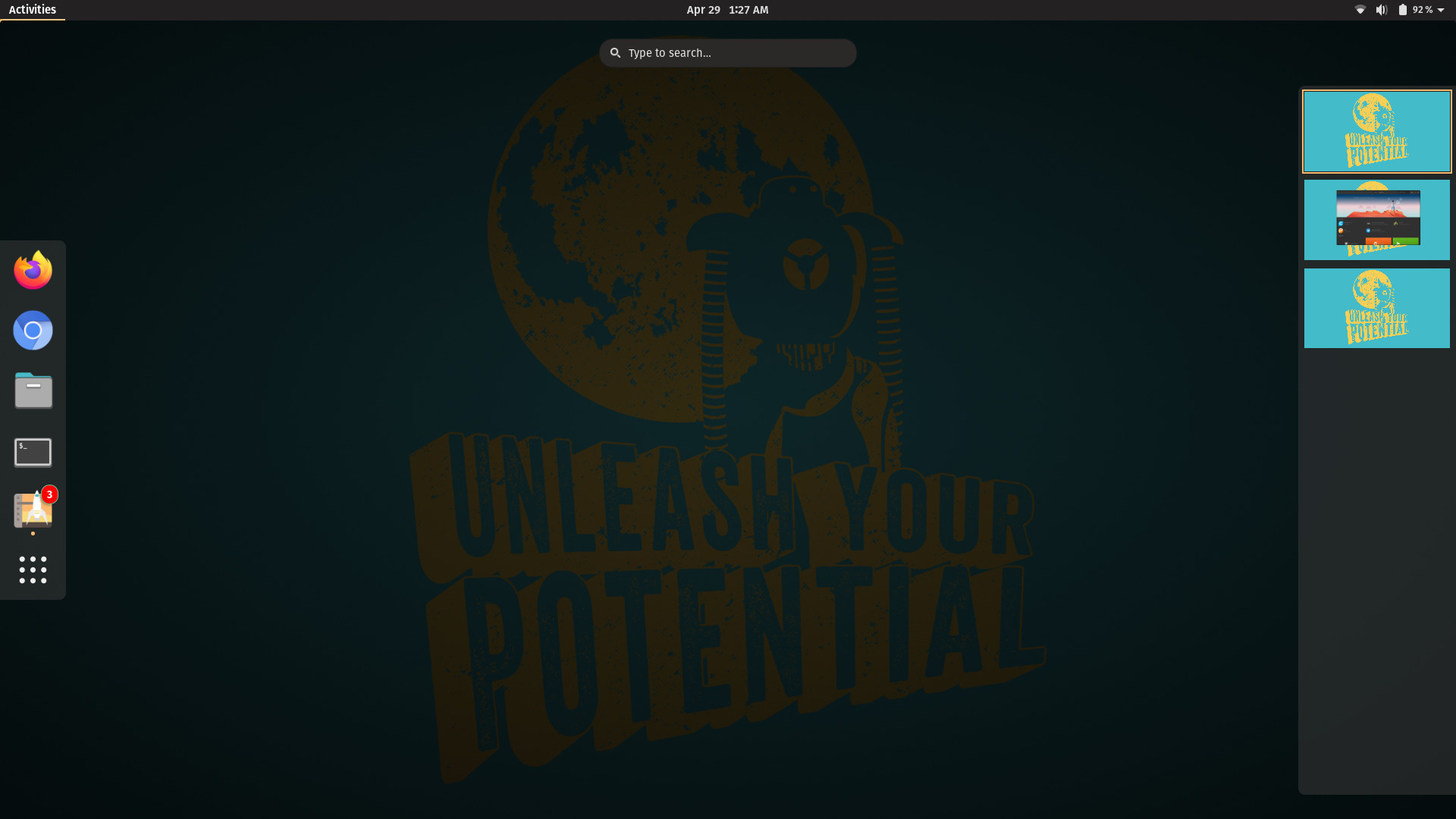
Interfejs użytkownika Pop OS 19.10
Przestrzenie robocze i przeciąganie okien w Pop!_OS 18.04 LTS
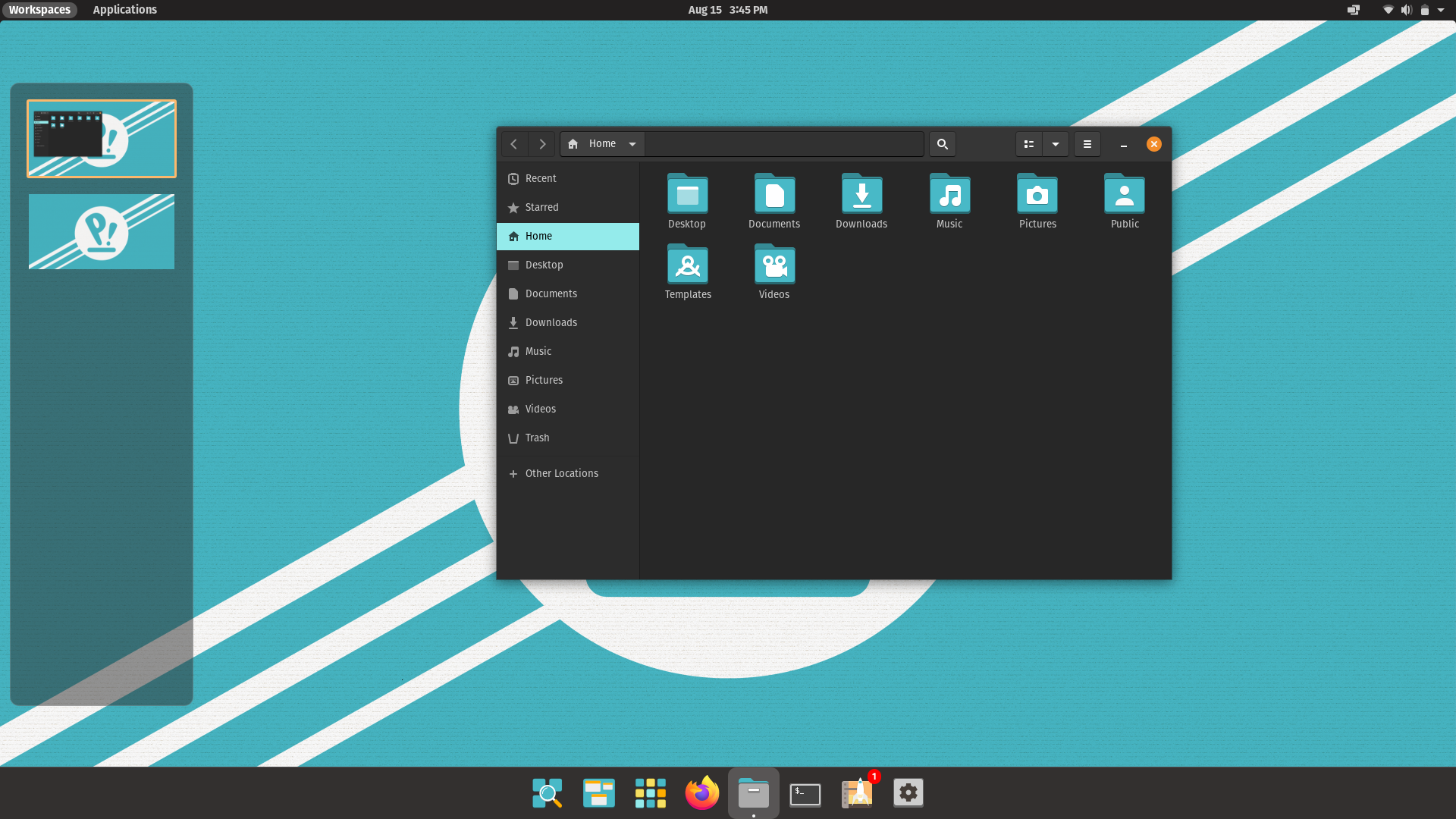
Pop!_OS 21.04 z pulpitem COSMIC